# Коблер (страва)
Коблер (англ. cobbler) — страва, що складається з фруктової або солоної начинки, викладеної у велику форму для випічки і перед запіканням, вкритої рідким тістом, пісочним тістом або галушками (дамплінгами) (у Сполученому Королівстві). Деякі рецепти коблерів, особливо на півдні Америки, нагадують пиріг у глибокій формі з товстою верхнім і нижнім коржем. Коблер є частиною кухні Сполученого Королівства та Сполучених Штатів, і його не слід плутати з крамблом.

## Походження
Коблер зародився в британських американських колоніях . Англійські поселенці не змогли виготовити традиційний жирний пудинг через брак відповідних інгредієнтів та обладнання для приготування їжі, тому натомість накрили тушковану начинку шаром не печеного звичайного пісочного тіста чи галушок, розкладених разом. Походження назви коблер, зафіксоване з 1859 року, є невизначеним: воно може бути пов'язане з архаїчним словом cobeler, що означає «дерев'яна миска». Можливо назва походить від слова англ. cobble, що перекладається як галька, бруківка, за схожістю шматків тіста на верхньому шарі.

## Різновиди
Варто уваги, що крісп і крамбл відрізняються від коблера тим, що у минулому верхній шар міг включати також розплющений овес, виготовлений з вівсяної каші.

### Північна Америка

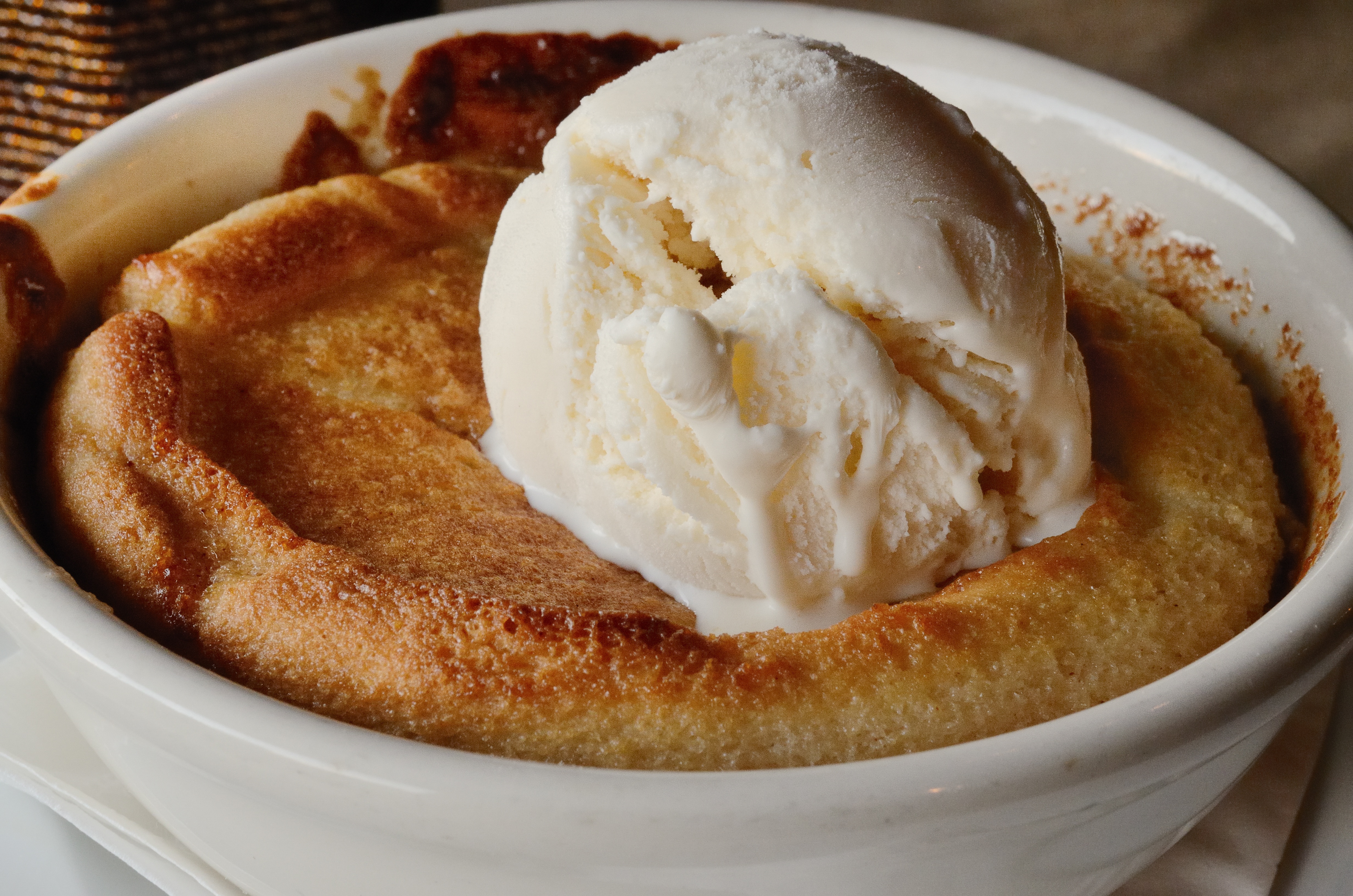
Персиковий коблер з морозивом

«Бурчання», «неохайна сковорода» і «падіння» — це різновиди коблера з канадських приморських провінцій та Нової Англії, які зазвичай готують на плиті, або на залізній сковороді, з тістом зверху у формі галушок (дамплінгів). Вони, за інформацією, беруть свою назву від булькотіння, яке вони видають під час приготування. Інша назва для таких типів пісочного тіста або галушок у Сполучених Штатах — dough-boys . Таке тісто використовується як в тушенини, так і в коблерах.
У Сполучених Штатах додаткові різновиди коблера включають «яблучну неохайну сковороду» (яблучний коблер, у котрого верхню скоринку зламали і перемішали з начинкою), Бетті, «пряжку» (англ. buckle) (зроблену з жовтого тіста (як тісто для кекса), де начинка вмішана у рідке тісто), «звалище» (або неохайний пиріг), «бурмотіння», «осідання» та «соня». «Соня» унікальний для Північної Кароліни: це версія американського коблера у глибокій формі.
На Глибокому Півдні коблери найчастіше зустрічаються в моно фруктових варіантах і називаються так само, як то, ожиновий, чорничний та персиковий коблер. Традиція Глибокого Півдня також уможливлює додати зверху фруктового коблера ложку або дві ванільного морозива. Солоні коблери рідше зустрічаються у цьому регіоні; наприклад, томатний коблер, котрий може включати цибулю та верхній шар з пісочного тіста, для котрого можуть використати сир чи кукурудзяне борошно, є одним з солоних варіантів, котрий також нагадує Південний томатний пиріг. Кухня старого каліфорнійського фруктового саду має характерні персикові, грушеві, абрикосові і, що найбільше цінується багатьма, кислі вишневі коблери.

#### Бетті
Американський варіант, відомий як Бетті або коричнева Бетті, відомий ще з давніх часів. У 1864 році в Єльському літературному журналі вона з'явилася з написом «коричнева» в нижньому регістрі, таким чином зробивши «Бетті» власну назву. У 1890 році, однак, був опублікований рецепт у «Практичній санітарній та економічній кулінарії», адаптованій до осіб помірного та малого значення, з написом «Коричнева» з великої літери, що робить «Коричнева Бетті» відповідною назвою.
Коричневу Бетті роблять з сухарями (або шматками хліба, або з крихтами крекерів Грехема), а фрукти, як правило, нарізані кубиками яблуками, в поперемінних шарах. Вона випікається закритою і має консистенцію, як хлібний пудинг .
На південному заході США яблучна або полунична Бетті часто є синонімом яблучного кріспа .  

### Велика Британія та Британська співдружність
У Великій Британії і Британської Співдружності, переважають коблери з верхнім шаром зі сконів і зустрічаються солодкі і солоні версії. Зазвичай солодкі начинки включають яблуко, ожину та персик. У солоних версіях, начинку для запіканки складають яловичина, баранина або ягнятина, іноді з верхнім шаром з простого кільця коблерів навколо краю, а не з повного шару, щоб сприяти приготуванню м'яса. Сирні або трав'яні скони також можуть використовуватися як солоний верхній шар (топінг).
Під час Другої світової війни Міністерство харчування пропагувало коблери та крамбли, оскільки хоча вони з начинкою, а все ж потребують менше масла, ніж традиційна випічка, і їх можна виготовити з маргарином .